# Boda en Graceland
Boda en Graceland (título original: Wedding at Graceland) es un telefilme estadounidense de romance de 2019, dirigido por Eric Close, escrito por Duane Poole, Gregg Rossen y Brian Sawyer, musicalizado por Tommy Fields y Jonathan Yudkin, en la fotografía estuvo Tim Sutherland, los protagonistas son Kellie Pickler, Wes Brown y Claire Elizabeth Green, entre otros. Este largometraje fue producido por Hallmark Channel y Crown Media Productions; se estrenó el 1 de junio de 2019.

## Sinopsis
Luego de una Navidad romántica en Graceland, Clay y Laurel planifican su casamiento y la fiesta, mientras tratan de llevarse bien con sus padres que son muy distintos.